# M/S Gezina
M/S Gezina (tidigare M/S Siluna Ace) är en passagerarfärja som används som flytande hotell vid arbeten på offshoreanläggningar inom energiproduktion i Nordsjön och Engelska kanalen. Fartyget ägs av Chevalier Floatels i Apeldoorn i Nederländerna och seglar under nederländsk flagg. Fartyget trafikerade tidigare HH-leden mellan Helsingborg och Helsingör för rederiet Ace Link, tidigare Sundsbussarna, mellan 2008 och 2010.

## Historik
Fartyget beställdes 2003 och byggdes av skeppsvarvet Remontowa i Gdansk i Polen. Det sjösattes den 8 februari 2007 och levererades till Ace Links ägare Eitzen Holding AS i februari 2008. Det sattes i trafik den 11 februari samma år med hemmahamn i Helsingborg. Fartyget var tillsammans med systerfartyget M/S Simara Ace en del av en storsatsning av företaget för att öka sin passagerarandel på HH-leden. De var de dittills största fartygen att trafikera rutten åt rederiet. De är båda 61 meter långa och har fem däck, med en passagerarkapacitet på 386 passagerare. De båda fartygen utrustades med katalytisk avgasrening, vilket var ett krav för att få trafikera HH-leden.
Företagets satsning slog dock inte ut som hoppats och i oktober 2008 lämnades systerfartyget tillbaka till leverantören. Den 4 januari 2010 försattes Ace link i konkurs på grund av höga omkostnader och stora skulder, vilka till stor del berodde på inköpet av de nya fartygen. I samband med detta upphörde Siluna Ace sin trafik på HH-leden och fartyget sattes tillsammans med systerfartyget Simara Ace upp för försäljning. Det dröjde dock till september 2011 innan Eitzen Holding lyckades hitta en köpare till färjorna genom holländska Chevalier Floatels. I och med köpet bytte Siluna Ace namn till Gezina. De två fartygen används som flytande hotell vid arbeten vid vindkraftanläggningar och olje- och gasborrningsplattformar till havs.